# Zofia Bystrzycka
Zofia Bystrzycka (ur. 11 grudnia 1922 w Przemyślu, zm. 4 stycznia 2011 w Poznaniu) – polska powieściopisarka, korespondentka wojenna.

## Życiorys
Urodziła się w ważnej dla miasta rodzinie przemyskiej. Dziadek Michał (1864–1957) był przemysłowcem, właścicielem tartaku. Jej rodzicami byli Tadeusz (1899–1940, inżynier architekt) i Helena, z domu Stankiewicz (członkini POW). Zarówno ojciec, jak i dziadek pełnili funkcję burmistrza Przemyśla. Miała dwie siostry i brata Przemysława (ur. 1923). Rodzina posiadała dwie kamienice w Przemyślu, pierwsza pod adresem Rynek 9 została nabyta dla Tadeusza jako prezent ślubny, druga przy ul. Serbańskiej 7 wybudowana przez Tadeusza i przylegająca do pierwszej, mieściła Książnicę Naukową (wydawnictwo i księgarnię), których był właścicielem.
12 kwietnia 1940 r., dwa dni po aresztowaniu ojca przez NKWD, została przesiedlona wraz z rodziną w głąb ZSRR do Kazachstanu. Od roku 1943 w 1 Armii Wojska Polskiego (batalion fizylierek). Była w tym czasie korespondentką wojenną. Następnie trafiła do Wyższej Szkoły Oficerów Polityczno-Wychowawczych w Moskwie. Wykształcenie uzupełniła w paryskiej Szkole Filmowej już jako żona Jerzego Putramenta, w czasie gdy był on ambasadorem PRL w Paryżu (1947–1950). Była członkiem PPR w latach 1944–1948 i członkiem PZPR od 1948 roku.
Po wojnie była związana z polską prasą kobiecą (przede wszystkim ze „Zwierciadłem”). Uprawiała początkowo dziennikarstwo i satyrę, około 1956 roku zajęła się prozą. Jej twórczość to głównie felietony (bliskie satyrze), powieści obyczajowo-psychologiczne (mające największe znaczenie), a także humoreski.
Członek Rady Krajowej PRON w 1983 roku. W lipcu 1984 była członkiem Społecznego Komitetu Obchodów 40-lecia Polski Ludowej w Warszawie.
W 1977 za powieść psychologiczną Kontuzja otrzymała nagrodę I stopnia od Ministerstwa Kultury i Sztuki. Ponadto była odznaczona Krzyżem Komandorskim i Kawalerskim Orderu Odrodzenia Polski, Złotym Krzyżem Zasługi, Medalem 30-lecia Polski Ludowej, Medalem „Za zasługi dla obronności kraju” i innymi odznaczeniami. W 1979 otrzymała Dyplom honorowy Związku Pisarzy ZSRR.
Została pochowana na cmentarzu Górczyńskim w Poznaniu.

## Inne informacje
W kamienicy, która została w roku 1919 kupiona przez dziadka Zofii Bystrzyckiej i była do lat 50. XX w. własnością rodziny Bystrzyckich, znajduje się Muzeum Historii Miasta Przemyśla.

## Publikacje[9]
- 1953 – Ładne kwiatki (felietony)
- 1955 – Inna młodość (opowiadania)
- 1956 – Zezem (felietony)
- 1957 – Samotność
- 1960 – Zamknięte oczy
- 1962 – Oni (opowiadania)
- 1969 – Gra bez asów
- 1971 – Kołtunka (opowiadania)
- 1973 – Trójwidzenie
- 1976 – Kontuzja (pamiętnik)
- 1977 – Serce w rozterce (wybór odpowiedzi na listy do „Zwierciadła”)
- 1979  – Opowiadania sentymentalne
- 1984  – Pełnia półistnienia
- 1989 – Sińce i makijaż
- 1993 – Karnawał w mateczniku (sylwa)
- 2001 – Karty w grze